# Karl Stolte

Karl Stolte, um 1947

Karl Marie August Stolte (* 15. April 1881 in Straßburg, Reichsland Elsaß-Lothringen; † 5. September 1951 in Heidelberg) war ein deutscher Internist, Kinderarzt und Diabetologe. Von 1916 bis zu seinem Tod war er Direktor der Kinderkliniken der Universität Breslau, der Preußischen Universität zu Greifswald und der Universität Rostock. Besondere Verdienste erwarb er sich um die Weiterentwicklung der Therapie des Typ-1-Diabetes im Kindesalter. Er postulierte in diesem Bereich grundlegende Prinzipien wie ein als „freie Diät“ bezeichnetes Konzept mit bedarfsgerechter Insulingabe. Es fand jedoch erst nach seinem Tod breite Anwendung und gilt heute als Standard in der Behandlung des Typ-1-Diabetes mellitus.

## Leben
Karl Stolte kam als jüngerer Sohn des Oberschulrates Ludwig Stolte (1852–1906) und dessen Ehefrau Caroline geb. Hardt (1856–1931) zur Welt. Er studierte von 1899 bis 1904 Medizin an der Kaiser-Wilhelms-Universität Straßburg. Er wurde Mitglied der Akademisch-Musikalischen Verbindung Alt-Straßburg Freiburg im Sondershäuser Verband. Mit einer Doktorarbeit zum tierischen Stoffwechsel von Aminosäuren wurde er 1904 zum Dr. med. promoviert. 1905/06 diente er als einjährig-freiwilliger Arzt in der Preußischen Armee. Nach dem Examen war er dort bis 1909 als Assistenzarzt beim Biochemiker Franz Hofmeister tätig. In der von Bernhard Naunyn geleiteten Klinik in Straßburg, an der zeitweise auch Oskar Minkowski wirkte, erlebte er erstmals das Schicksal von Diabetes-Patienten in der Zeit vor der Entdeckung des Insulins.
Als der in Breslau wirkende Kinderarzt Adalbert Czerny einen Assistenten mit biochemischer Erfahrung suchte, wechselte Karl Stolte zunächst an die Universität Breslau. Bereits 1910 folgte er Czerny, der als Direktor an die dort neu gegründete Kinderklinik der Universität Straßburg wechselte, und kehrte damit in seine Geburtsstadt zurück. Im Jahr 1913 wurde er mit einer Arbeit über Diätprinzipien bei Ernährungsstörungen im Neugeborenenalter habilitiert. Mit Czerny wechselte er an die Charité. 1914–1916 nahm er am Ersten Weltkrieg teil, zuletzt als Stabsarzt. 1916 wurde er zum Direktor der Kinderklinik der Universität Breslau ernannt. Nach dem Machtantritt der Hitler-Regierung waren viele von Stoltes ärztlichen Mitarbeitern der Verfolgung durch das NS-Regime ausgesetzt und erhielten Beschäftigungs- und Berufsverbot, wodurch es in seiner Klinik zu Personalmangel kam.
In den Jahren 1933/1934 war Karl Stolte Vorsitzender der Deutschen Gesellschaft für Kinderheilkunde (DGfK). In dieser Funktion musste er am 14. Juli 1933 die vom NS-Regime geforderte Eingliederung der DGfK in die vom Innenministerium kontrollierte „Reichszentrale für Gesundheitsführung“ und die „Reichsarbeitsgemeinschaft für Mutter und Kind“ akzeptieren. Sein Stellvertreter Walther Freund (1874–1952) wurde vier Wochen später auf Intervention des Innenministeriums aus dem Vorstand und der DGfK gedrängt. Seine Funktion übernahm Wilhelm Stoeltzner. In Verhandlungen mit dem Innenministerium konnte Karl Stolte zwar als Konzession erreichen, dass der Arierparagraph nicht in die Satzung der DGfK aufgenommen wurde – was er den Mitgliedern in einem Rundbrief vom 15. August 1933 mitteilte – die Vertreibung jüdischer Mitglieder aus der DGfK durch das NS-Regime wurde dadurch jedoch nicht verhindert. Einzelheiten zu Stoltes Verhalten als Vorsitzender der DGfK sind der Dissertation von Martin Hofer (2006) zu entnehmen. Für das Jahrbuch für Kinderheilkunde zeichnete Stolte von 1932 bis 1938 als Mitherausgeber – neben Georg Bessau, Johann von Bokay, Adalbert Czerny, Emil Feer und Hans Kleinschmidt.
Nach dem Zweiten Weltkrieg und einer Flucht, die ihn über Altheide, Illertissen, Dresden und Freiberg zunächst nach Altentreptow zu seiner Familie geführt hatte, übernahm Karl Stolte von September 1946 bis 1948 die Leitung der Kinderklinik der Universität Greifswald und von 1948 bis zu seinem Tod die gleiche Funktion als Ordinarius an der Universität Rostock. Er starb 1951 an den Folgen eines Schlaganfalls, den er wenige Tage zuvor während der 51. Jahrestagung der Deutschen Gesellschaft für Kinderheilkunde 1951 in Heidelberg erlitten hatte, und wurde auf einer Familiengrabstelle auf dem Friedhof von Burg Stargard beigesetzt.

## Wirken
Während seiner Zeit an der Universität Breslau begann Karl Stolte ab 1929, ein Konzept für eine flexible Therapie des Diabetes mellitus im Kindesalter zu entwickeln, das er als „freie Diät“ bezeichnete und zum Beginn der 1930er Jahre in mehreren Fachartikeln vorstellte. Es sieht statt einer festgelegten Essensvorschrift („Diät-Plan“) eine annähernd frei wählbare normale Kost vor („geregelte Normalkost“ mit gewissen Einschränkungen hinsichtlich Menge und Zusammensetzung der einzelnen Mahlzeiten), begleitet von einer darauf abgestimmten bedarfsgerechten „adäquaten“ Insulingabe. In einem Rückblick auf 20 Jahre Erfahrungen mit „freier Diät“ konstatierte Karl Stolte um 1949:

„Geblieben ist die freie Wahl der Nahrungszusammensetzung nach dem Appetit, allerdings seit den Kriegsjahren verbunden mit der Warnung vor reichlichem Fett (70–90 g max.).
Geblieben ist die rasche Auffüllung der schweren Gewichtsverluste im Beginn der Behandlung, dann aber bald Beschränkung auch der Kohlenhydrate auf etwa 300 bis höchstens 350 g, selten mehr Gramm täglich.
Geblieben ist ferner die Vermeidung aller Diabetikerersatzpräparate, wie Diabetikerbrot, Sionon, Salabrose, Saccharin.
Geblieben ist das Verbot mehr zu essen als gesunde Altersgenossen.
Geblieben ist die dreimalige Harn-Zuckerprobe und die dadurch bedingte tägliche Neueinstellung des Insulins.
Erlaubt ist dagegen nach wie vor Zucker und Schokolade die in vernünftiger Menge.
Erlaubt ist weitgehende Anpassung und Variation der Insulinpräparate (Altinsulin oder Depotinsulin, je nach Lebensgewohnheiten u. Einflüssen der verschiedenen Regulatoren.)
Erlaubt ist auch die Variation in der Zahl der Insulinspritzen.“

Stoltes Konzept wurde in den 1960er Jahren von Kinderärzten befolgt, von Ärzten (Internisten) für Erwachsene jedoch abgelehnt. Es wurde bei entsprechend geschulten Erwachsenen mit Typ-1-Diabetes in den 1980er Jahren von Ernst-Adolf Chantelau und Mitarbeitern an der Universität Düsseldorf erstmals wissenschaftlich untersucht und begründet. Ein bisher erforderlicher ärztlich vorgeschriebener Diät-Plan konnte entfallen, was von der Deutschen Diabetes Gesellschaft kritisiert wurde. Die mahlzeitenbezogene Insulinzufuhr, in Insulineinheiten bemessen, orientiert sich an der Art und Menge der zu verzehrenden Kohlenhydrate, in Broteinheiten bemessen, und ihrem glykämischen Index, sowie der aktuell zu leistenden Muskelarbeit, – als sogenannte „intensivierte Insulintherapie“. Die dadurch mögliche Befreiung von Diät-Vorschriften begrüßten die Patienten einhellig.
Zu Stoltes Zeiten war die Messung des Glukosegehaltes des Blutes nur mit aufwändiger Labortechnik möglich. Den Patienten stand zur Selbstkontrolle ihrer Therapie jedoch die Messung der Harnzucker-Ausscheidung mittels Benedict-Test oder Trommer-Probe zur Verfügung. Diese wurde dreimal täglich durchgeführt, vor den jeweiligen Insulininjektionen, und ermöglichte die Anpassung der Dosierung mit dem Ziel, Harnzuckerfreiheit zu erreichen. 
Vor allem wegen der Insulin-Dosisanpassung durch den Patienten selbst, aber auch wegen fehlender Methoden zur einfachen, präzisen und ortsunabhängigen Blutzuckermessung, konnte sich Stoltes Konzept seinerzeit nicht gegen die vorherrschende Lehrmeinung in der Diabetologie durchsetzen. Diese beruhte auf dem von dem Wiener Internisten Carl von Noorden und anderen Ärzten weltweit vertretenen Grundsatz, dass die Ernährung – im Sinne einer minutiös vorgeschriebenen Diät – auf die Wirkung der ärztlich festgelegten (Depot-)Insulin-Dosierung zu fixieren sei. Systematische Urinzucker-Selbstkontrollen durch den Patienten waren nicht vorgesehen, allenfalls sporadische Blutzuckerkontrollen in der Arztpraxis.
Das Prinzip der gegenwärtig praktizierten Basis-Bolus-Therapie entspricht dem Ansatz von Karl Stolte, der damit als Pionier der heutzutage üblichen Intensivierten konventionellen Insulintherapie (ICT) bezeichnet werden kann.
Außer mit Diabetes mellitus hat Karl Stolte sich in über 100 Arbeiten wissenschaftlich mit verschiedenen Erkrankungen des Kindesalters und Problemen der Kinderheilkunde befasst, unter anderem dem sogenannten Mehlnährschaden (1913), Durchfallerkrankungen (1917), Herzbeutelverwachsungen (1919, 1926), Meningitis (1927), Nierenerkrankungen (1929) und der Krebsbekämpfung (1932). Seine von ihm angeleiteten Assistenten an der Breslauer Kinderklinik, unter anderen Siegfried Rosenbaum, Karl Franz Klinke, Bruno Leichtentritt und Hans Knauer, waren gleichfalls auf verschiedenen Gebieten der Kinderheilkunde wissenschaftlich tätig. Zu seinen Schülern zählten außerdem Joachim Wolff, Hans Aron, Leo Mendel, Herbert Hirsch-Kauffmann, Hans Opitz, Hans Wolfgang Ocklitz, Hans Hermann Schmitz, Hermogenes Zische, Carl Wiener, Richard Gralka, Adalbert Ohr, Otto Bossert.

## Stolte und Gerhardt Katsch
Der Internist und Greifswalder Medizinprofessor Gerhardt Katsch äußerte sich 1947 auf einem Kinderärzte-Kongress in Berlin negativ über  Stoltes Konzept der angepassten Insulindosierung bei in Grenzen „freier Kost“. Stolte wollte um 1949 die Kontroverse beilegen, wurde jedoch von Katsch öffentlich brüskiert, wie sich der damalige Katsch-Mitarbeiter Volker Schliack 2009 erinnerte.

## Ehrungen
Karl Stolte erhielt 1950 in der Deutschen Demokratischen Republik (DDR) den Ehrentitel Verdienter Arzt des Volkes und wurde ein Jahr später, wenige Tage vor seinem Tod, zum Ehrenmitglied der Deutschen Gesellschaft für Kinderheilkunde ernannt.

## Privates
Karl Stolte war ab 1921 verheiratet und Vater einer Tochter sowie eines im Kleinkindalter verstorbenen Sohns. Seine Tochter Hermine Stolte (* 12. Januar 1922, † 17.April 2022) studierte Medizin, wurde 1945 an der Universität Rostock von Karl Klinke promoviert und war anschließend als Assistentin ihres Vaters und als Kinderärztin tätig.